# Bailía de Aliaga
La Bailía de Aliaga fue una jurisdicción territorial hospitalaria con sede en Aliaga y que incluía además las localidades de Fortanete, Pitarque y Villarroya de los Pinares. En un principio la localidad de Sollavientos también pertenecía a la Bailía de Aliaga, pero fue perdida en pleitos con la Comunidad de Teruel.
En el año 1220 se redactó una serie de documentos en latín medieval que se han conservado hasta hoy y que constituyen el Cartulario de Aliaga, fundamental para conocer la historia de esta encomienda y de los primeros tiempos de presencia hospitalaria en el Reino de Aragón. Aunque escrita en latín hay topónimos en aragonés como Santiella.